# Jaimeo Brown

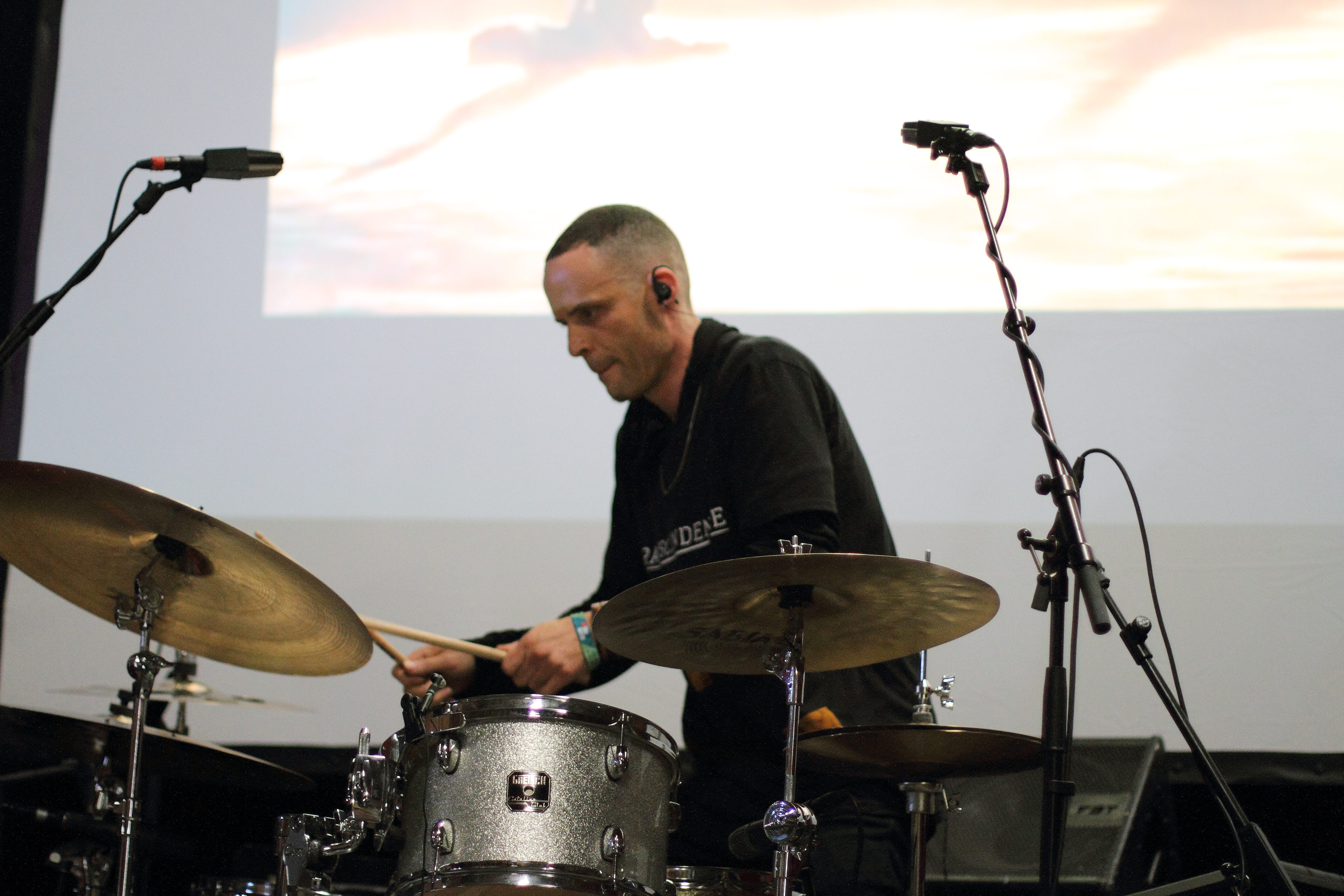
Die Jaimeo Brown Transcendence auf dem INNtöne Jazzfestival 2018.

Jaimeo Brown (* 1978 in Des Moines) ist ein amerikanischer Jazzschlagzeuger und Bandleader.

## Leben und Wirken
Browns Eltern sind beide Musiker; er wuchs in ihrem New Yorker Zuhause mit Jazz auf. Mit 16 Jahren begann er erstmals mit dem Schlagzeugspiel; sein Lehrer war Sly Randolph. Dann studierte er im Jazz-Programm an der William Paterson University, das er 2001 mit Auszeichnung absolvierte; in seiner Bachelorarbeit beschäftigte er sich mit dem „Einfluss der schwarzen Kirche auf den Jazz.“
Gleich nach dem Bakkalaureat wurde er Schlagzeuger der Mingus Big Band. Später spielte er bei so unterschiedlichen Musikern wie Bobby Hutcherson, Kenny Garrett, Wynton Marsalis, Carlos Santana, Stevie Wonder, Carl Craig und Q-Tip. 2007 setzte er seine Studien an der Rutgers University bei Victor Lewis bis zum Master fort; seine Arbeiten als Komponist und Arrangeur stellte er 2008 mit der Bigband der Universität im New Yorker Birdland vor. 2009 tourte er als amerikanischer Jazzbotschafter durch den Nahen Osten. Zudem gehörte er zur Band von Greg Tardy, mit dem er sieben Alben vorlegte; er nahm auch mit Joe Locke (Lay Down My Heart: Blues & Ballads Vol.1) und mit Craig Brann auf. Bis 2020 war er im Bereich des Jazz an 23 Aufnahmen beteiligt.
Sein auch auf dem JazzFest Berlin 2013 vorgestelltes Projekt Transcendence um JD Allen und Chris Sholar ist „ein Schmelztiegel afroamerikanischer Musiktraditionen, angereichert mit indischen Elementen. Gospel und Spirituals treffen darin auf Soul, HipHop und freie Improvisation.“ Dort erweiterte er sein Trio um den Keyboarder Kelvin Sholar, der gleichfalls in so unterschiedlichen Stilen wie freier Improvisation, Groove Jazz und Techno zu Hause ist.

## Diskographische Hinweise
- Transcendence (2013, mit JD Allen, Geri Allen, Chris Scholar, Falu, Dartanyan Brown, Marcia Miget, Gee’s Bend Singers, Marisha Brown, Selah Brown, Kelvin Sholar, Andrew Shantz)
- Transcendence: Worksongs (2016, mit Marcia Miget, JD Allen, Chris Scholar, Jaleel Shaw, Big Yuki, Brandon McCune, Falu, Lester Chambers, Marisha Rodriguez)